# Francis Agbo
Pour les articles homonymes, voir Agbo.
Francis Agbo, né le 15 janvier 1958 à Adjohoun (Dahomey) et mort le 9 novembre 2023 à Paris,, est un athlète français, spécialiste du saut en hauteur.

## Biographie
Ce sauteur longiligne a d'abord été champion de France universitaire ASSU en 1976 avec un essai à 2,08 m.
Francis Agbo remporte deux titres de champion de France du saut en hauteur, en 1979, en plein air et en salle.
Il participe aux Jeux olympiques de 1980, à Moscou, mais ne franchit pas les qualifications.

### Palmarès
- Championnats de France d'athlétisme :
  - vainqueur du saut en hauteur en 1979.
- Championnats de France d'athlétisme en salle :
  - vainqueur du saut en hauteur en 1979.

### Records
| Épreuve         | Performance | Lieu | Date |
| --------------- | ----------- | ---- | ---- |
| Saut en hauteur | 2,25 m      |      | 1980 |